# Rửa tội

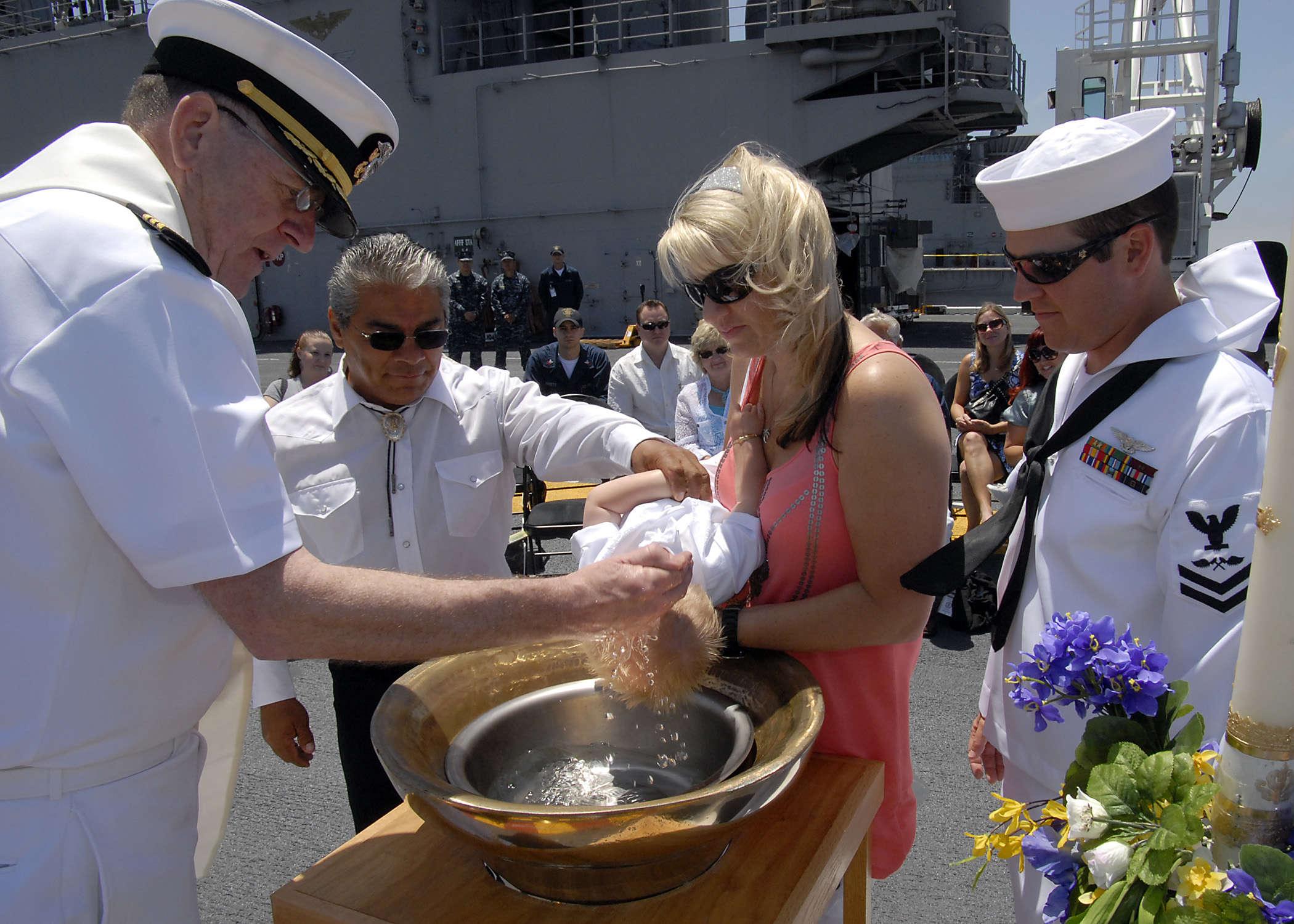
Nghi lễ rửa tội tại Hải quân Hoa Kỳ

Rửa tội (hay còn gọi là báp têm phiên âm từ tiếng Pháp: baptême) là nghi thức được thực hành với nước trong các tôn giáo như Kitô giáo (Cơ Đốc giáo), đạo Mandae, đạo Mormon, đạo Sikh và một số giáo phái của Do Thái giáo. Thuật ngữ báp-têm trong nguyên ngữ tiếng Hy Lạp βαπτίζω (baptízô) có nghĩa là "tắm" hoặc "nhúng vào", nhưng chính xác hơn có nghĩa là "nhúng toàn bộ một người hay vật vào trong nước sao cho nước phủ lấp hoàn toàn".
Ngày nay, Thanh Tẩy được biết đến nhiều nhất qua Kitô giáo, nghi lễ tôn giáo này được dùng như một biểu tượng cho sự thanh tẩy tội lỗi cũng như cho sự hiệp nhất của tín hữu với Chúa Kitô trong sự chết, việc mai táng và sự sống lại của Ngài. Đối với Kitô hữu, đổ nước hay rửa bằng nước ngụ ý họ được thanh tẩy tội lỗi, trong khi nghi thức dầm mình trong nước là biểu tượng cho sự thanh tẩy tội lỗi và đồng chôn với Chúa Kitô. Cử hành lễ Thanh Tẩy trước mọi người là lời chứng về đức tin của một cá nhân, và bày tỏ sự hiệp nhất của người ấy với Chúa Kitô trong giao ước với Thiên Chúa.
Lễ Thanh Tẩy được xem là có khởi nguồn từ Gioan Tẩy Giả (hoặc Giăng Báp-tít), theo Tân Ước, là người đã làm nghi thức Thanh Tẩy cho Chúa Giêsu tại sông Jordan. Việc Thanh Tẩy được thực hành trong cộng đồng Kitô giáo theo các hình thức khác nhau như rảy nước, đổ nước lên đầu hay dầm mình trong nước. Một số giáo hội chỉ làm nghi thức Thanh Tẩy cho người đủ hiểu biết để xin thụ lễ (credobaptism), một số khác ban lễ này cho trẻ em chiếu theo sự xưng nhận đức tin của cha mẹ (paedobaptism), trong khi một số khác chấp nhận cả hai chọn lựa này. Tương tự, nghi thức rảy nước phổ biến tại một số giáo hội, một số khác chọn hình thức đổ nước trong khi nghi thức dầm mình được yêu thích tại một số giáo hội khác. Theo dòng lịch sử Kitô giáo đã nảy sinh nhiều dị biệt về bản chất và cung cách hành lễ Thanh Tẩy.
Một số giáo phái như Baptist chỉ ban lễ báp têm cho người đủ hiểu biết vì họ tin rằng lễ này không cứu rỗi linh hồn, nhưng đúng hơn là nghi thức để tín hữu công khai xưng nhận rằng bởi đức tin người ấy đã được cứu qua sự hiệp nhất với Chúa Kitô trong sự chết, sự chôn và sự sống lại của Ngài. Những người khác, kể cả Martin Luther, nhấn mạnh vào tầm quan trọng của lễ báp têm như ông viết: "Nói cách đơn giản nhất, quyền năng, hiệu quả, lợi ích, kết quả và mục đích của báp têm là sự cứu rỗi. Không ai nhận lễ báp têm để trở thành vương hầu, nhưng để được cứu rỗi. Được cứu rỗi, như chúng ta biết, không gì khác hơn là được giải thoát khỏi tội lỗi, sự chết và quyền lực ma quỷ hầu có thể vào vương quốc của Chúa Ki-tô và sống với Ngài đời đời."

## Ý nghĩa

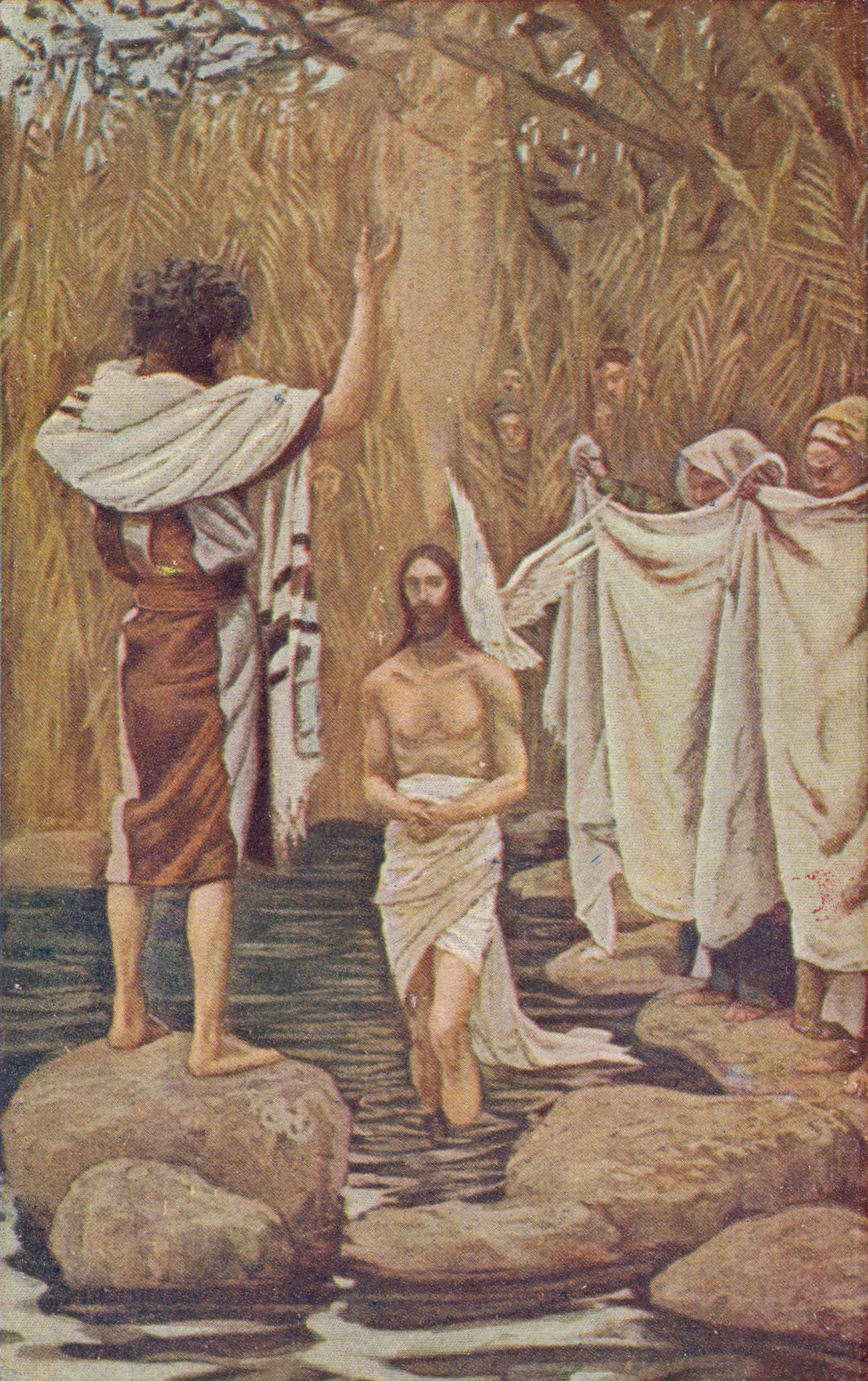
Hình vẽ Giê-su chịu Lễ Báp têm (Phép rửa).

Khởi nguồn từ Gioan Baotixita, anh em họ với Giê-su, theo quan điểm Cơ Đốc giáo, phép Thanh Tẩy là thánh lễ mấu chốt để người thụ lễ bày tỏ ước muốn trở nên xứng hiệp để tham dự vào đời sống giáo hội. Những người tin Gioan Baotixita là nhà tiên tri nối kết phép rửa với thông điệp của ông về sự hối cải và chuẩn bị cho sự xuất hiện của Đấng Messiah. "Gioan đi khắp các vùng gần kề sông Jordan, rao giảng về phép rửa của sự hối cải để được tha thứ tội lỗi, như lời đã chép trong sách của Isaiah nhà tiên tri: 'Có tiếng kêu trong hoang mạc, Hãy dọn đường cho Chúa, ban bằng các lối đi cho Ngài. Mọi thung lũng sẽ được lấp đầy. Mọi núi và đồi sẽ bị hạ thấp. Đường quanh co sẽ được làm thẳng. Đường gập ghềnh sẽ được san bằng. Và toàn thể nhân loại sẽ nhìn thấy sự cứu rỗi của Thiên Chúa'." (Luca 3.3-6)
Gioan rao giảng rằng sự hối cải là cần thiết và đến trước sự tha thứ. Cần phải trở lại với Thiên Chúa, ngụ ý rằng vết nhơ của tội lỗi có thể tẩy xoá được, bằng cách từ bỏ mọi hành vi bất khiết và trở về để bước đi trong đường của Chúa. Đó là những gì mà lễ Thanh Tẩy biểu trưng cho. Theo Tân Ước, Gioan dạy rằng, phép rửa mà ông đang cử hành là chưa trọn vẹn, rằng sự hối cải mà không phân ly hoàn toàn khỏi tội lỗi là không xứng hiệp với một phép thanh tẩy lớn hơn mà chính ông cũng không đủ thẩm quyền cử hành. Theo Phúc âm Luca, Gioan nói: "Tôi làm phép Thanh Tẩy cho anh em bằng nước, nhưng có một Đấng quyền bính hơn tôi sẽ đến, tôi không xứng đáng mở dây giày cho Ngài. Ngài sẽ làm phép Thanh Tẩy cho anh em bằng Chúa Thánh Linh và bằng lửa. Ngài sẽ dùng nia mà giê thật sạch sân lúa mình, rồi thu lúa mì vào kho, nhưng đốt trấu trong lửa không hề tắt." (Luca 3.16-17)
Theo Phúc âm Gioan, sau khi cử hành Thanh Tẩy cho Giê-xu, Gioan chứng thuật rằng: "Tôi đã thấy Thánh Linh như chim bồ câu từ trời xuống đậu trên Ngài. Tôi không biết Ngài, nhưng Đấng sai tôi làm phép rửa bằng nước bảo tôi rằng: Đấng mà ngươi sẽ thấy Thánh Linh ngự xuống và đậu lên trên là Đấng sẽ làm phép rửa bằng Chúa Thánh Linh. Tôi đã thấy, nên chứng thuật rằng: Ngài là Con Thiên Chúa.". Khi thấy Chúa Giê-xu đến cùng ông, Gioan nói với mọi người xung quanh: "Kìa, Chiên con của Thiên Chúa, là Đấng cất bỏ tội lỗi của thế gian." (John 1:29). Từ đây, cử hành phép Thanh Tẩy bằng nước được gắn kết với các môn đồ của Giê-xu, đấng đã rao giảng "Hãy hối cải, vì vương quốc của Thiên Chúa đã gần kề.". Vào những ngày cuối cùng khi sống trên đất, Giê-xu uỷ thác các sứ đồ đi ra làm phép rửa "nhân danh Chúa Cha, Chúa Con và Chúa Thánh Linh" trong nội dung của "Sứ mạng lớn" (Mat. 28.19), câu nói này trở nên công thức chung khi cử hành lễ thanh tẩy. Tuy nhiên, cũng cần lưu ý Tân Ước đã ký thuật rằng trong Sách Công vụ, các sứ đồ cũng làm phép rửa chỉ trong danh Chúa Giê-xu mà thôi (Công vụ: 2.38; 8.16; 10.48; 19.5).

## Baptist

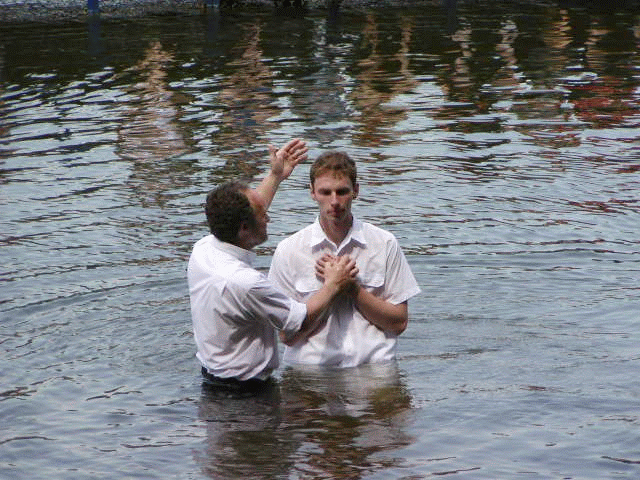
Cử hành Lễ Báp-têm theo nghi thức dầm mình của Tin Lành.

Tín hữu Baptist mang lấy tên gọi này hoặc vì cớ quan điểm truyền thống của họ về cách thức và đối tượng của nghi lễ báp têm hoặc vì cớ thuật ngữ này là tên rút ngắn của chữ Anabaptist (có nghĩa là làm báp têm lại). Tín hữu Anabaptist cho rằng những người đã thụ lễ báp têm khi còn là trẻ con hoặc bằng cách rảy nước cần phải thụ lễ báp têm lần nữa. Còn tín hữu Baptist tin rằng lễ báp têm chỉ phù hợp với sự dạy dỗ của Kinh Thánh khi được cử hành theo nghi thức dầm mình và người thụ lễ phải đủ hiểu biết về ý nghĩa của thánh lễ. Họ đòi hỏi người thụ lễ phải thành tâm xác chứng đức tin vào Chúa Cơ Đốc với kết quả hiển nhiên trong đời sống. Những người này được xem là đã được tái sinh (Giăng 3.1-8). Tín hữu Baptist tin rằng sự cứu rỗi là sự kiện cụ thể xảy ra trên thập tự giá khi Chúa Giê-xu chịu đóng đinh và chết trên thập tự giá và được thể hiện trong đời sống của người tin nhận Chúa khi họ công khai xưng nhận đức tin của mình.
Cùng với tín hữu thuộc các giáo phái khác nhau chịu ảnh hưởng thần học Baptist, tín hữu Baptist cử hành thánh lễ báp têm trong nhà tại hồ báp têm, hồ bơi, hay ngoài trời nơi sông, suối. Tóm lại, nơi nào có nước là họ có thể cử hành lễ báp têm. Họ nhấn mạnh đến ý nghĩa của nghi lễ là biểu trưng cho sự đồng chết, đồng chôn và đồng sống lại với Chúa Giê-xu (La mã 6) trong ân điển của Thiên Chúa, những điều này là nền tảng cho sự hối cải và sự sống mới dành cho những ai xưng nhận đức tin nơi Chúa Giê-xu. Họ tin rằng báp têm chỉ là dấu chứng bên ngoài và sự xưng nhận của một cá nhân nhằm thể hiện trải nghiệm của người ấy về sự kiện tội lỗi của mình đã được thanh tẩy trên thập giá, và rằng đời sống của họ cũng được thay đổi theo đức tin mới. Lễ báp têm, theo tín hữu Baptist, cũng được hiểu là nghi thức của giao ước (covenant), qua đó, người thụ lễ bước vào một giao ước mới với Chúa Giê-xu (Jemeriah 31.31-34; Hêbrơ 8.8-12, La Mã 6).

## Các tôn giáo

### Do Thái giáo
Tiền thân của lễ Thanh Tẩy đã có mặt trong nghi lễ và truyền thống Do thái giáo. Trong kinh Tanakh và kinh Torah, nghi thức tắm rửa (mikvah) để được thanh tẩy khỏi sự bất khiết được thực hiện trong một số hoàn cảnh đặc biệt như phụ nữ sau kỳ kinh hoặc sau khi sinh nở để được kể là "tinh sạch" trở lại theo nghi lễ. Nghi thức này biểu trưng cho sự thanh tẩy và phục hồi, những điều kiện cần thiết để gia nhập hoàn toàn vào đời sống cộng đồng. Những người mới quy đạo được yêu cầu phải chịu lễ mikvah. Như thế, ở đây có sự tương đồng giữa Do Thái giáo và Kitô giáo dù thuật ngữ Thanh Tẩy (hay Báp-têm) không hề được sử dụng cho người quy đạo Do Thái giáo.

### Công giáo

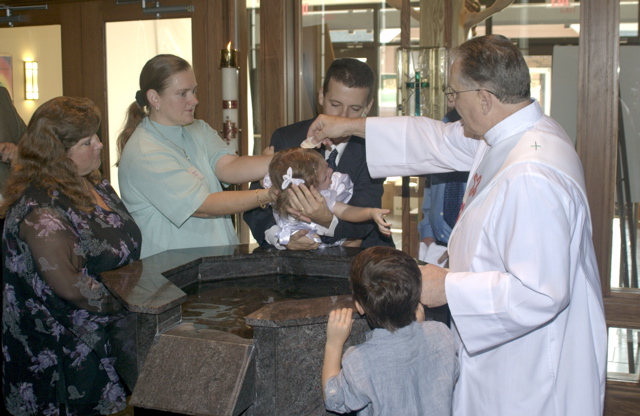
Lễ rửa tội trong nhà thờ Công giáo

Theo nghi thức và truyền thống của Giáo hội Công giáo Rôma và Chính Thống giáo, phép Thanh Tẩy (được quen gọi là Lễ rửa tội, hoặc Bí tích Thanh Tẩy trong Công giáo) không chỉ là biểu trưng cho sự chôn và phục sinh, mà còn là sự chuyển hoá siêu nhiên tương tự như kinh nghiệm của Noah trong cơn Đại hồng thủy và kinh nghiệm dân Do thái có được khi họ vượt qua Biển Đỏ được rẽ nước bởi Moses (Môi-se hoặc Mô-sê). Như thế, lễ rửa tội, cả nghĩa đen lẫn nghĩa bóng, không chỉ là sự thanh tẩy, mà còn có ý nghĩa đồng chết và đồng sống lại với Chúa Giêsu. Tín hữu Công giáo tin rằng lễ rửa tội là cần thiết để tẩy sạch tội nguyên tổ, vì vậy họ thường cử hành thánh lễ này cho trẻ sơ sinh. Một người được gọi là giáo dân thuộc Giáo hội Công giáo Rôma chỉ khi họ lãnh nhận Bí tích Thanh Tẩy theo nghi thức Công giáo.

### Chính Thống giáo
Chính Thống giáo cho phép trẻ sơ sinh nhận lễ rửa tội dựa trên lời của Chúa Giêsu chép trong Mátthêu 19,14: "Hãy để các trẻ nhỏ đến với Ta, và đừng ngăn cấm chúng, vì Nước Trời là của những người giống như chúng.". Đổ nước là nghi thức truyền thống trong Công giáo trong khi Chính Thống giáo theo nghi thức dầm mình. Cả Công giáo và Chính Thống giáo đều cử hành lễ thanh tẩy trong danh Ba Ngôi.